# بيز غالاغيون
بيز غالاغيون (بالإنجليزية: Pizz Gallagiun)‏ هو أحد جبال سلسلة جبال الألب أوبيرهالبشتين ويقع في كانتون غراوبوندن في سويسرا. يحتل المرتبة رقم 175 في قائمة جبال سويسرا من حيث الارتفاع، إذ يبلغ ارتفاعه حوالي 3107 متر، بينما يبلغ ارتفاع نتوء الجبل 413 متر، هذا وقد سجل أول وصول لقمة الجبل عام 1861.